# وجوه الموت (فلم)
وجوه الموت (1978) (بالإنجليزية: Faces of Death) هو فيلم موندو من 105 دقيقة والذي يتخلله لمجموعة متنوعة واضحة من الطرق للموت وأعمال العنف. وهو فيلم محظور في 40 دولة ومؤقتاً منع في كلاً من أستراليا والنرويج وفنلندا ونيوزيلندا والمملكة المتحدة.

## الإنتاج
الفيلم كتبه وأخرجه جون آلان شوارتز

## وصلات خارجية
- مقالات تستعمل روابط فنية بلا صلة مع ويكي بيانات